# Hildebrand
Hildebrand är ursprungligen ett mansnamn. Det förekommer som namn på en hjälte i sagan om Didrik av Bern (historisk förebild Theoderik den store, död 526), men namnet bars under medeltiden också av historiska personer. 
I Tyskland och Sverige har namnet använts som efternamn med skiftande stavning och uttal. Den 21 september 2022 var följande antal personer bosatta i Sverige med namnen eller namnvarianterna
- Som förnamn (mansnamn)
  - Hildebrand 76
- Som efternamn
  - Hildebrand 427
  - Hildebrandt 101

På tyska har dessa namn samma uttal. Antalet bärare i Tyskland uppskattas med stor osäkerhet till
- Hildebrand 11653
- Hildebrandt 23466

Personer med dessa namn har adlats både i Tyskland och i Sverige. I Sverige har funnits en utslocknad adelsätt med namnet Hildebrand. En fortlevande ofrälse släkt med flera kända medlemmar har samma namn.

## Personer och gestalter med förnamnet Hildebrand
- Hildebrand (sagohjälte), hjälte i forngermanska legender
- Hildebrand av Fossombrone, (1119–1219), italienskt helgon, biskop av Fossombrone, se Aldebrandus
- Hildebrand av Sovana (1020–1085), påve med namnet Gregorius VII

- Hildebrand Gurlitt (1895–1956), tysk konsthistoriker och konsthandlare
- Hildebrand Hildebrandsson (1791–1858), svensk militär och tonsättare
- Hildebrand Schröder (1839–1908), svensk godsägare, militär och politiker

## Personer med efternamnet Hildebrand eller med varianter av detta namn
- Adolf von Hildebrand (1847–1921), tysk skulptör
- Albin Hildebrand (1844–1917), svensk personhistoriker
- Alice von Hildebrand (1923–2022), belgiskfödd katolsk filosof, verksam i USA

- Bengt Hildebrand (1893–1964), svensk genealog och personhistoriker
- Bror Emil Hildebrand (1806–1884), svensk arkeolog, riksantikvarie och ledamot av Svenska Akademien
- Bruno Hildebrand (1812–1878), tysk statistiker

- Charles Q. Hildebrant (1864–1953), amerikansk politiker, republikan, kongressrepresentant för Ohio

- Dietrich von Hildebrand (1889–1977), tyskfödd katolsk filosof, verksam i USA

- Eduard Hildebrandt (1818–1868), tysk målare
- Elis Hildebrand (1869–1965), svensk civilingenjör och major
- Emil Hildebrand (1848–1919), svensk historiker, riksantikvarie
- Erik Hildebrand (1880–1954), svensk kommunalman, kanslichef
- Ernst Hildebrand (1833–1924), tysk målare

- Ferdinand Theodor Hildebrandt (1804–1874), tysk målare
- Franz Hildebrand (1842–1898), dansk violinist
- Fritz Hildebrandt (1819–1855), tysk marinmålare
- Friedrich Hildebrandt (1898–1948), tysk nazistisk politiker och SS-man

- Georg Friedrich Hildebrandt (1764–1816), tysk anatom
- Greg Hildebrandt (född 1939), amerikansk illustratör och pinup-konstnär

- Hans Hildebrand (1842–1913), svensk arkeolog och historiker, riksantikvarie
- Hermann Hildebrand (1844–1890), livländsk urkundsutgivare
- Hildemar Hildebrand (1851–1919), svensk läkare, professor i pediatrik

- J.R. Hildebrand (född 1988), amerikansk racerförare
- Johann Lukas von Hildebrandt (1668–1745), österrikisk arkitekt
- Johanne Hildebrandt (född 1964), svensk journalist, författare och kolumnist

- Karen Hildebrandt (1899–1948), dansk poet
- Karl Hildebrand (1870–1952), svensk historiker och politiker
- Karl Hildebrand (filolog) (1846–1875), tysk språkforskare
- Karl-Gustaf Hildebrand (1911–2005), svensk ekonomisk historiker
- Klaus-Peter Hildenbrand (född 1952), västtysk medeldistanslöpare

- Martha Hildebrandt  (född 1925), peruansk lingvist och politiker

- Richard Hildebrandt (1897–1951 eller 1952), tysk SS.general
- Rudolf Hildebrand (1824–1894), tysk språkforskare

- Staffan Hildebrand (född 1946),svensk  regissör

- Theodor Hildebrandt (1804–1874), tysk målare
- Timo Hildebrand (född 1979), tysk fotbollsspelare

- Weyler Hildebrand (1890–1944), svensk skådespelare, filmregissör och manusförfattare

- Yngve Hildebrand (1895–1982), svensk tandläkare, professor i odontologi

## Pseudonym
- Hildebrand, författarnamn för Nicolaas Beets (1814–1903)